# Bartenshagen-Parkentin
Bartenshagen-Parkentin – gmina w Niemczech,  w kraju związkowym Meklemburgia-Pomorze Przednie, w powiecie Rostock, wchodząca w skład urzędu Bad Doberan-Land.
Dzielnice: Bartenshagen, Bollbrücke, Hütten, Neuhof, Parkentin.